# باروا ساغار تال
بحيرة بارواساغار تال هي بحيرة كبيرة تقع في باروا ساجار بالقرب من جهانزي في ولاية أتر برديش الهندية.

## تأريخها
هي بحيرة كبيرة تم إنشاؤها منذ حوالي 260 عاما من قبل رجاء أوديت سينغ من أورشا والذي أيضا بنى السد.
ويعتبر المعبد الجميل جاراي-كا-ماث، والحصن التاريخي في بوندلخاند من مناطق الجذب السياحية القريبة من البحيرة.